# Cecil de Strycker
Le baron Cecil-André de Strycker, né le 2 février 1915 à Derby au Royaume-Uni et mort le 5 septembre 2004, était un économiste belge, fonctionnaire et ancien gouverneur de la Banque nationale de Belgique (BNB) de 1975 à 1982. Sous sa direction, la BNB crée la Centrale des bilans et la Centrale des crédits à la consommation, et une nouvelle aile est ajoutée au siège bruxellois de la Banque.

## Biographie
Le père de Cecil de Strycker est un avocat francophone originaire de Lierre. Sa mère est la fille de l'ingénieur André Dumont. Il grandit à Anvers.
Cecil de Strycker décroche un doctorat en sciences commerciales avec une thèse sur la Banque Nationale. Au début de la Seconde Guerre mondiale, il est fait prisonnier pendant plusieurs semaines. Puis jusqu'en 1945, il travaille pour l'association professionnelle de l'industrie chimique.
Il entre à la Banque nationale de Belgique en 1945 en tant que cadre au département des Affaires étrangères et, en 1958, il est nommé directeur de la BNB. En 1968, il devient membre du Comité monétaire de la Communauté économique européenne. En 1971, il succède à Franz de Voghel au poste de vice-gouverneur de la BNB, puis est nommé gouverneur en 1975. Durant son mandat de gouverneur de la BNB, la direction de la banque résiste à la pression de dévaluer le franc belge pour résoudre la crise qui frappe la Belgique dans les années 1970,. Cecil de Strycker plaide plutôt pour une politique de relance efficace et de modération salariale.
Il joue un rôle important au sein du Comité des gouverneurs des banques centrales des États membres de la Communauté économique européenne et du Fonds européen de coopération monétaire et, en 1978, il devient président de ces deux institutions. En 1979, le système monétaire européen est lancé, basé sur l'écu.
Son mandat prend fin en janvier 1982, mais il accepte de rester à son poste le temps qu'un remplaçant soit nommé. Le 19 février 1982, le gouvernement de Martens V l'informe qu'une dévaluation du franc belge est imminente. La Banque nationale n'est pas directement impliquée dans les préparatifs de la dévaluation, qui est préparée par Alfons Verplaetse et Jacques van Ypersele de Strihou,. Cecil de Strycker prend sa retraite en mars 1982.
Sa signature apparaît sur les billets belges de 100 francs en circulation de 1978 à 1981.

## Autres mandats
- 1975-1982 : directeur ex-officio de la Banque des règlements internationaux[5]
- 1982-1989 : directeur de la Banque des règlements internationaux[5]
- 1983-1987 : président de l'Institut Egmont

## Distinctions
- Grande-Croix de l'Ordre d'Orange-Nassau[6]